# Bosvigo gardens
Bosvigo Gardens je dům a zahrada v Truro, hrabství Cornwall, jihozápadní Anglie.

## Dům
Název Bosvigo znamená dům Vigo. Byl postaven ve 12. století jako jádro středověkého statku. V období 1600–1650 byl přestavěn na patrový, v roce 1780 přistavěna křídla a ve viktoriánském období rozšířen o postranní křídlo a oranžérii. V roce 1969 dům koupili manželé Wendy a Michael Perry a zrekonstruovali jej. V roce 1979 bylo ubouráno viktoriánské křídlo, zůstaly z něj obvodové zdi a oranžérie.

## Zahrada
Zahrada má rozlohu asi 1,2 ha (3 akry) a obklopuje dům. Je rozdělena na několik částí. 
- Obvodové zdi viktoriánského křídla a viktoriánský skleník tvoří Walled Garden, obezděnou zahradu s rostlinami, které zde vytvářejí harmonii fialových, růžových a purpurových barev od června do konce září.

- Hot Garden se vyznačuje ohnivými barvami rostlin, které vykvétají především v srpnu (např. Ligularia przewalskii, Dahlia, Monarda, Helenium).

- Vean Garden se nachází za zdí Wallen Garden. Čtvercová plocha je rozdělena na čtyři části křížovými cestičkami. V záhonech jsou vysázeny rostliny v barvách bílé, modré a zlaté (Geranium, Veronica, Clematis, Alchemilla mollis aj.). V rohu každého záhonu dominuje v dřevěném květináči do kuželovitého tvaru vystříhaný zimolez.
- Woodland Walk je cesta přilehlými lesními porosty, ve kterých na jaře kvetou sněženky, sasanky, narcisy a čemeřice.

## Hellebores
V Bosvigo Gardens jsou každý rok v únoru pořádány tzv. Hellebores, "Dny čemeřice". Sazenice čemeřice jsou vypěstovány ze semínek a jsou prodávány návštěvníkům. Výtěžek ze vstupného a prodeje rostlin je dávána na charitu.

## Galerie

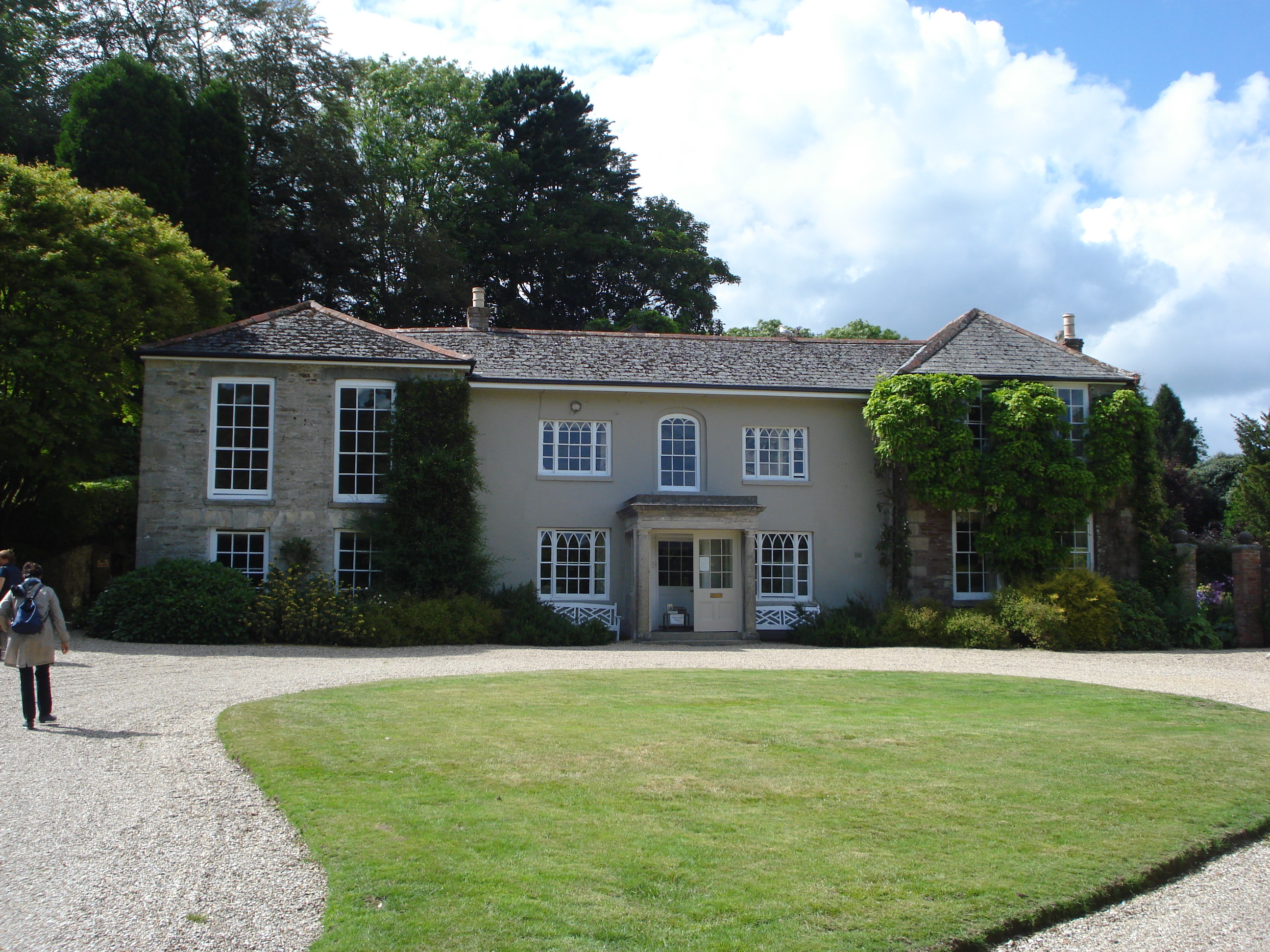
Dům v Bosvigo
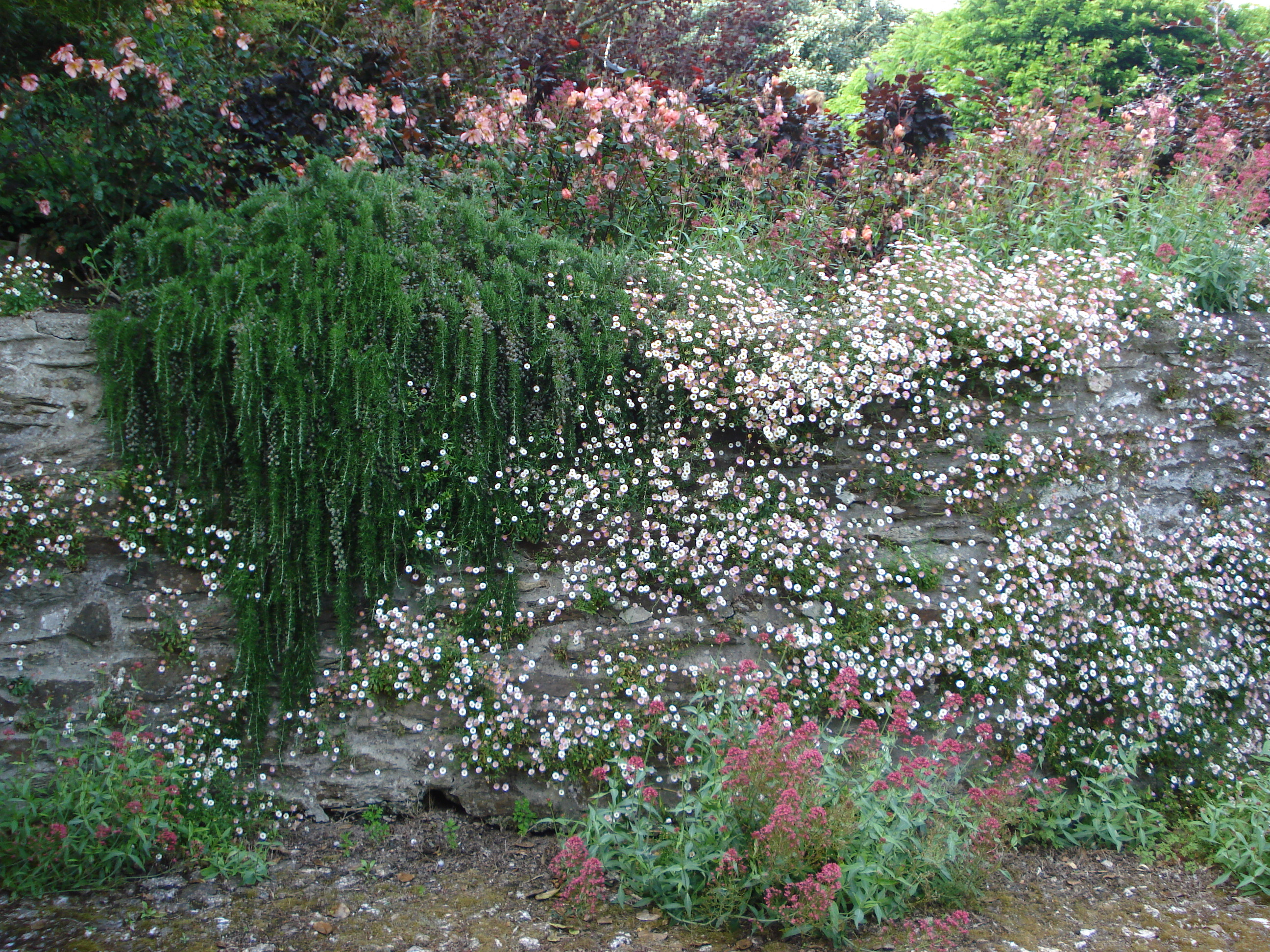
Opěrná zeď
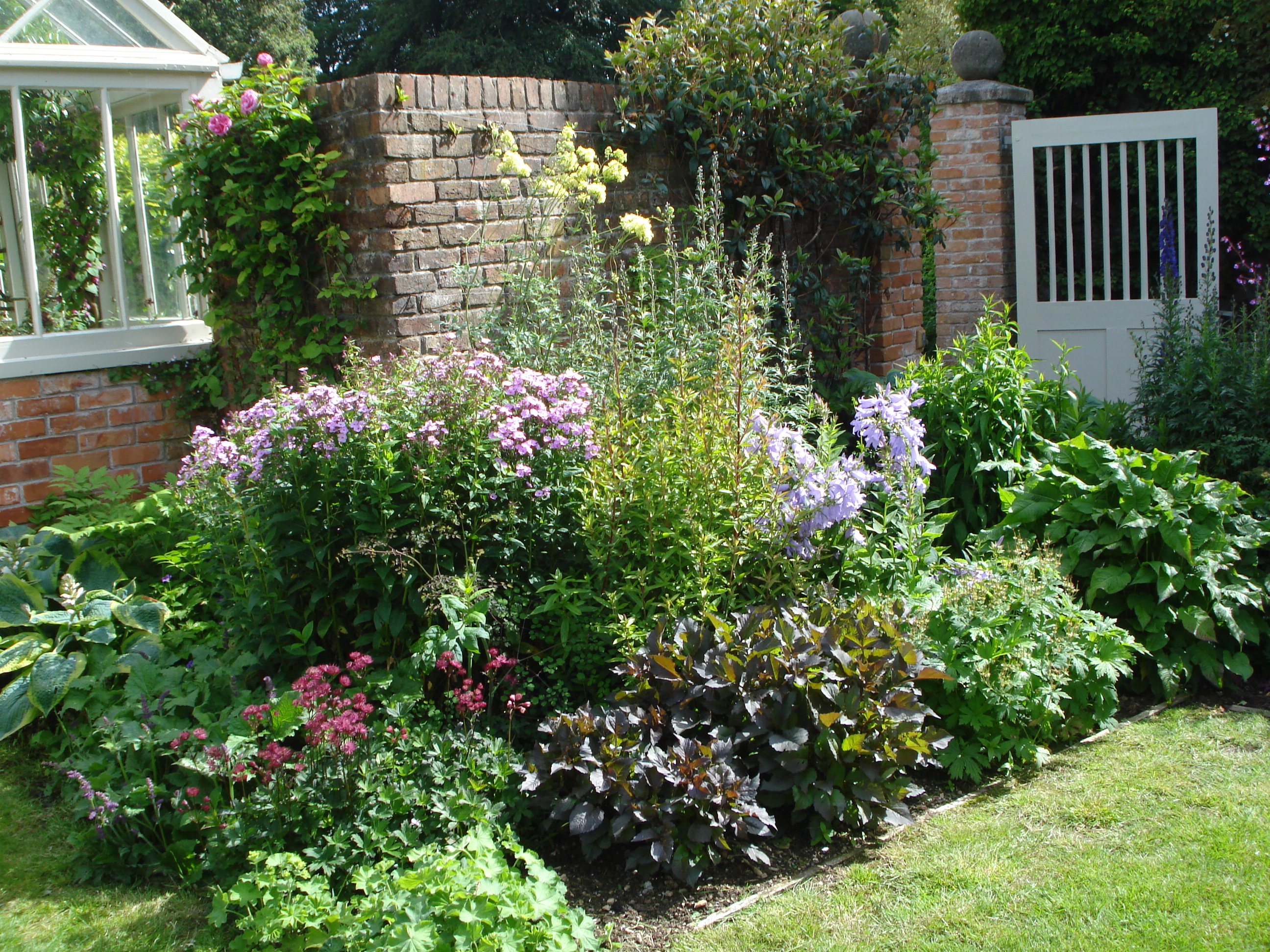
Walled Gaden
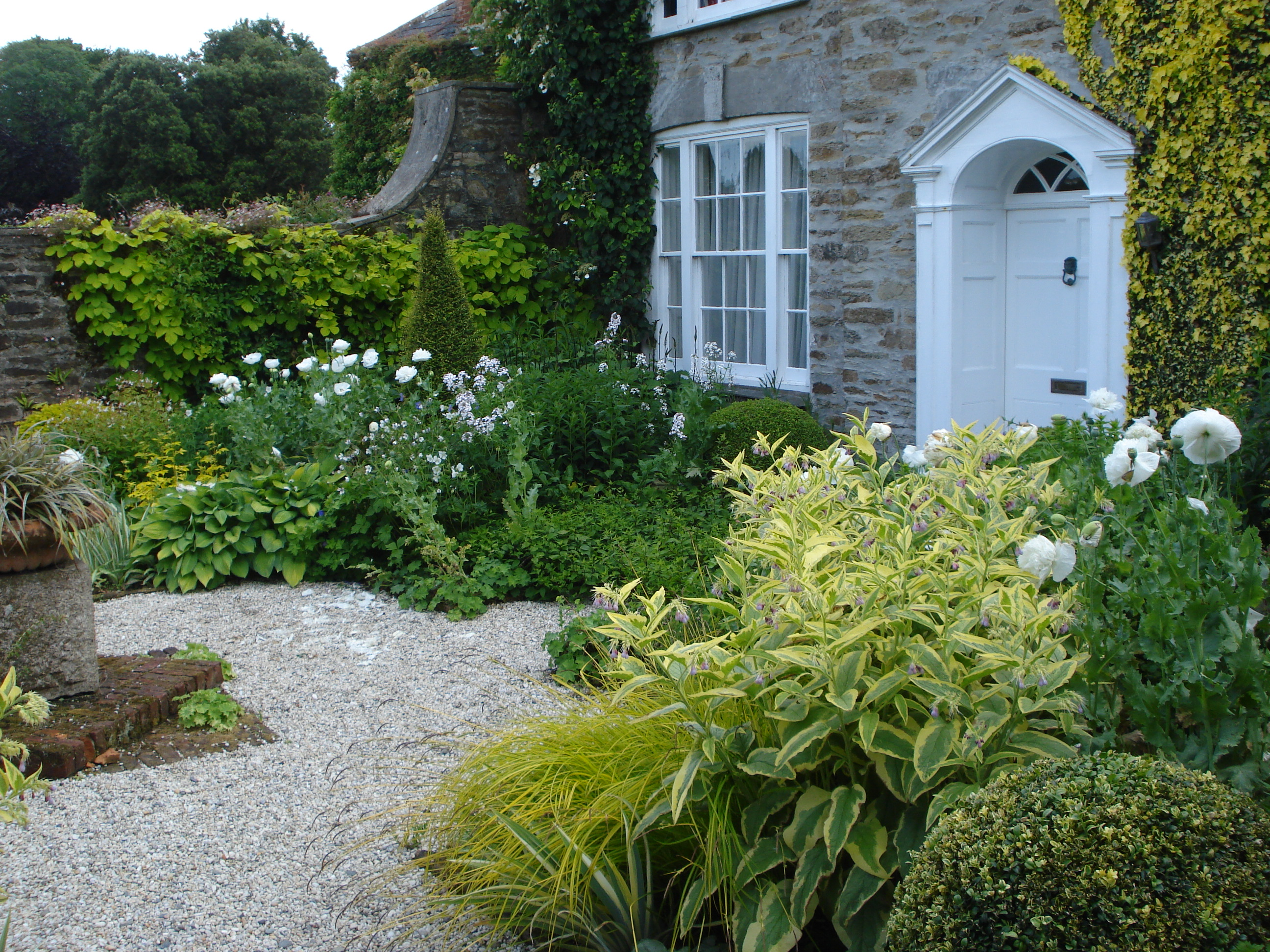
Vean Garden